# ITV Central
ITV Central, prèviament coneguda com a Central Independent Television, Carlton Central i popularment com a Central Television i Central, és el contractatista d'Independent Television pels Midlands, va ser creada després de la reestructuració d'ATV i va començar a emetre l'1 de gener de 1982. L'estació és propietat i operada per ITV plc, sota la llicència d' ITV Broadcasting Limited.

Zona d'emissió d'ITV Central

## Història
Durant els anys 1970 ATV, l'anterior titular de llicència als Midlands, havia estat sovint criticat per la seva falta de producció de caràcter regional. Tot i que ATV havia construït a propòsit un modern complex de producció en color al centre de Birmingham, la majoria de les seves principals produccions es van gravar als seus estudis d'Elstree a Hertfordshire, un llegat de quan l'empresa també servia a Londres els caps de setmana anteriors al 1968. Igualment, la seva seu social es trobava al centre de Londres.
ATV va intentar solucionar el seu problema el 1980 com a part de la seva nova sol·licitud de franquícia; amb plans per a una segona instal·lació important a la zona (amb seu a Nottingham) i com a part del pla de la Independent Broadcasting Authority perquè el contracte fos una regió dual, proporcionant cobertura de notícies separades tant per a l'Oest com per a l'Est dels Midlands. El nom de l'empresa també es canviaria de ATV Network Limited a ATV Midlands Limited, reforçant així l'enfocament regional. L'IBA va acceptar l'afirmació d'ATV segons la qual ATV Midlands Ltd tenia previst tenir una identitat més local i va adjudicar el contracte a ATV Midlands Ltd sobre la base que s'havien d'implementar altres canvis, inclòs que l'empresa matriu Associated Communications Corporation cediria el 49% de la seva participació a ATV Midlands Ltd per intentar introduir accionistes locals i que el domicili social d'ATV Midlands Ltd hauria de ser a la regió. Per demostrar aquest canvi d'estructura d'accions, l'IBA va insistir que ATV canviés el seu nom d'empresa, per demostrar que era una empresa substancialment nova a causa dels requisits d'una doble regió.
Cap al temps del canvi de mans de la franquícia un empresari local va registrar desenes de noms de l'empresa (alguns dels quals incloïen les paraules "Central" i "Televisió"), amb l'esperança de rebre una compensació econòmica substancial per renunciar-ne als drets si era escollit per la nova empresa. Central va evitar això simplement inserint "Independent" al seu nom en el registre (cosa en que l'empresari no havia pensat).

### Llançament
L'emissora va obrir la transmissió a les 9:25 hores del divendres 1 de gener de 1982 amb un anunci d'autoritat de l'anunciant de servei Su Evans, seguit d'una promoció ampliada de 5 minuts titulada Welcome to Central, expressada per Peter Wheeler, vista prèvia del canal de l'empresa i la programació regional i el calendari per al primer dia de transmissió.
Inicialment, Central dirigia un servei panregional únic des de Birmingham, com a resultat d'una disputa industrial que va impedir que el seu servei a East Midlands de Nottingham comencés abans de setembre de 1983. La divisió va permetre a Central donar servei a West Midlands amb el seu propi servei des de Birmingham. Hi havia poques diferències entre les subregions d'Est i Oest, però cadascuna tenia el seu propi servei de notícies, anuncis i durant els primers anys de funcionament, continuïtat. Això provocaria que la BBC posés en marxa el seu propi servei subregional per al East Midlands durant la dècada de 1980, que es va convertir en una regió pròpia el gener de 1991, amb el llançament d' East Midlands Today.

### Operacions
Al març de 1984, la reorganització de la companyia estava completa, la qual cosa va permetre que els beneficis abans d'impostos es dupliquessin de 3,5 milions £ a 6,5 milions £ en els dos primers exercicis. Poc després, Zenith Productions es va establir com a filial de Central Television, que va produir programacions per al Regne Unit i els Estats Units, incloses entre les més famoses les adaptacions televisives fetes per la companyia de les novel·les de l' Inspector Morse. Els interessos de Central en la ficció a la pantalla la van impulsar a comprar la Biblioteca Cinematogràfica Korda el 1986.
El gener de 1987, Central va adquirir la divisió europea de la productora estatunidenca FilmFair per 1,5 milions £, que va produir algunes de les sèries infantils a l'estació de l'emissora abans de ser venuda al grup Storm (Caspian) el 1991. El mateix dia, Central va portar una participació a Starstream, que va cofundar i va operar The Children's Channel; la participació del 22% es va vendre el novembre de 1991 a United Artists Cable International (antigament una filial de United Artists Theaters, la companyia matriu ara una divisió de Regal Entertainment Group, i l'antiga companyia de cable es van fusionar a TCI, el predecessor de Liberty Media). Pocs mesos després, Central es va convertir en la primera emissora d'ITV que va transmetre el seu propi servei nocturn, incloent butlletins de notícies breus, producció importada i el servei Jobfinder de llarga durada (llançat el 1986 en col·laboració amb la Manpower Services Commission) que va continuar funcionant durant 17 anys i va guanyar un premi de la Royal Television Society. Central també va rebre dos cops el premi Queen's a la indústria per a l'exportació, per la seva gamma de programació a més de 80 països del món, l'abril de 1987 i l'abril de 1989
Degut a la seva creixent cartera de negocis, Central va crear CTE (Central Television Enterprises) el desembre de 1987 i va obrir oficines internacionals a Hamburg, Nova York i Sydney per a operacions de vendes, patrocini i presentació de notícies. CTE, el principal distribuïdor internacional de programació de la companyia, representaria posteriorment vendes a HTV, Meridian i Carlton, que es va fer càrrec de Central el 1994.
El 1989, la companyia va fundar Zodiac Entertainment, una empresa d'oci estatunidenca especialitzada en la producció i distribució de dibuixos animats. Central va invertir 35 milions de dòlars a la companyia abans de decidir suspendre el seu negoci de producció el 1994, deixant Zodiac convertir-se en distribuïdor. També el 1989, Central va crear Television Sales and Marketing Services Ltd (TSMS), una joint venture amb Anglia Television que proporciona vendes de temps en antena i patrocini de programes, en part per recuperar els costos de producció. En març de 1994, Anglia va adquirir la participació de Central en la companyia per prendre el control total i va passar al departament de vendes a Carlton.
Al març de 1990, Central va formar una associació amb el periòdic The Observer per crear Central Observer, realitzant pel·lícules de temàtica ambiental per a la British Satellite Broadcasting i els canals terrestres, amb finançament de la institució benèfica Television Trust for the Environment.
Central no es va oposar a retenir la seva franquícia el 1993, cosa que va permetre a la companyia guanyar 2.000 £ anuals (una mica més de 5 £ al dia) tot i que la companyia va subratllar la necessitat de retallar més llocs de treball per convertir-se en més rendible, ja que la companyia havia acordat pagar l'11% dels seus ingressos publicitaris anuals per sobre de la seva oferta guanyadora. La força de treball de l'emissora es va reduir a 1.500 el 1990 i després a 900 a principis del 1992, menys de la meitat de la nòmina que havia ocupat Central el 1987.
Central també es va beneficiar de la subhasta després que Meridian, un consorci en què Central tenia una participació del 20%, guanyés la franquícia per servir al sud i sud-est d'Anglaterra. Després de 1993, la presència de la xarxa ITV de la companyia es va reforçar encara més quan va assumir la responsabilitat de la posada en servei, la presentació i el compliment de diverses produccions de Thames Television, com ara Count Duckula, The Tomorrow People, This Is Your Life, Des O'Connor Tonight, Mr. Bean, Minder, Strike It Lucky i Wish You Were Here.
L'abril del 1993, amb l'increment del 8,8% dels ingressos publicitaris fins a 250 milions de £ i els ingressos per vendes de programes fins als 83,4 milions de lliures, Central es va convertir en l'empresa d'ITV amb més èxit després de l'inici de les noves franquícies.

### Propietat i presa de possessió
Tot i que l'IBA requeria que el 49% de la nova emissora fos propietat de companyies i particulars locals, la presa d'acció no estava a prop d'allò que s'esperava, i va deixar empreses comprar accions a empreses de fora de la regió com DC Thomson (15%), Ladbrokes (10%), Pergamon (9%) i British Rail (2%).
Poc després de l'emissora de l'emissora, l'empresari australià Robert Holmes à Court (a través del seu grup Bell) va iniciar el procés d'adquisició d'ACC, però va ser interromput per l'IBA, ja que la llei prohibia a les empreses estrangeres controlar les empreses de televisió britàniques. El març, una candidatura rival de la Heron Corporation de Gerald Ronson també va entrar en la carrera per adquirir ACC. L'abril del 1982, l'ACC va ser adquirida per Robert Holmes à Court, i l'IBA va aprovar l'acord el mes de juny a condició que la participació del 51 per cent d'ACC a Central fos posada en fideicomís, i així va cedir ACC de tot el poder de vot fins que es van reduir les seves accions a la televisió.
El gener de 1983, 167 empleats havien comprat accions de l'emissora per un import d'1 £ cadascuna com a part d'un innovador esquema d'accionistes per ajudar a descarregar les accions a la població local de la regió Central. Al maig de 1983, ACC finalment va vendre la seva participació a Central - Sears Holdings, que va comprar un 20% mentre que Ladbrokes i DC Thomson també van augmentar la seva participació fins al 20% cadascuna, i Pergamon va augmentar la seva propietat fins al 12,5%, i el 27,5% quedà en mans d'accionistes individuals.
En març de 1987, Carlton Communications va adquirir el 20 per cent de Central a Ladbrokes per £30 milions cosa que finalment va donar a Carlton la seva primera participació en una empresa de radiodifusió terrestre, després que l'IBA bloquegés el seu intent de comprar Thames Television dos anys abans. El gener de 1994 Central fou adquirit totalment per Carlton per £750 milions Els nous propietaris després van reestructurar la companyia combinant les operacions de Central en una i traslladant els seus estudis de Birmingham a un complex més petit en un altre lloc al centre de la ciutat. Els programes de cadena es van classificar com a Carlton UK Productions i es van perdre al voltant de 140 llocs de treball per l'operació a la baixa de Birmingham.
El 6 de setembre de 1999, l'emissora va tornar a l'emissió com a Carlton Central, tot i que el nom de l'empresa registrada va romandre Central Independent Television Limited. La nova identitat, produïda per Lambie-Nairn també es va utilitzar a les estacions germanes de Central de les regions de Londres i Carlton Westcountry. Només el nom "Carlton" es va utilitzar a l'emissió, tot i que els informatius regionals de Central van conservar la marca "Central". Amb la fusió de Carlton i Granada el 2 de febrer de 2004 la marca es va convertir en ITV1 Central. Actualment és propietat d'ITV plc i el 29 de desembre de 2006, es va canviar el nom registrat de l'empresa Central Independent Television Ltd a ITV Central Ltd. Aquesta empresa es troba, juntament amb la majoria d'altres empreses regionals propietat d'ITV plc, en la llista de www.companieshouse.gov.uk com a "empresa hivernant".

### Incidents
El 5 d'abril de 2005, es va revelar que ITV Central podria ser multada pel regulador Ofcom per haver emès un butlletí prèviament gravat "Central News" per a les Midlands de l'Est. El regulador va permetre després a ITV enregistrar prèviament alguns butlletins regionals poc abans de la seva transmissió.
El 15 de juliol de 2008, l'estació va ser multada amb 25.000 £ per menyspreu al tribunal.

## Programes

### Infantils
| - Astro Farm (1992–96, coproduït amb FilmFair/David Yates) - Bangers and Mash (1989) - Bernard's Watch (1997–2005) - Bill the Minder (1984) - The Blunders (1986–87) - Dramarama (1983–89, Contributions) - The Dreamstone (1990–95, coproduït amb Filmfair) - Emu's World (1982–84) - Emu's All Live Pink Windmill Show (1984–86) - Emu's Wide World (1987–88) - EMU-TV (1989) - Eye TV (1995–2000) - From the Top (1985–86) - The Gingerbread Man (1992, coproduït amb FilmFair/David Yates) - Grotbags (1991–93) - Harry's Mad (1993–96) - Huxley Pig (1989, coproduït amb FilmFair) - The Legends of Treasure Island (1993–95, coproduït amb FilmFair) - Let's Pretend! (1982–88) - The Little Green Man (1985, coproduït amb Pentagon Motion Pictures) - Luna - Molly's Gang (1994, coproduït amb Martins Gates) - The Moomins (1983–85, coproduït amb Filmfair) - Murphy's Mob (1982–85) - Nellie the Elephant (1990, coproduït amb FilmFair) - Orm and Cheep (1983–85) - Out of Sight (1996–98) - Paddington Bear (1989–90, coproduït amb Hanna-Barbera) - Palace Hill (1988–91) - Playbox (1987–92, coproduït amb Ragdoll Productions) | - The Pondles (1986–87) - Potamus Park (1996–97, coproduït amb Zoo Gang Productions) - Press Gang (1989–93) - Professor Lobster (1987) - The Ratties (1987–88) - Rocky and the Dodos (1998–99) - Rosie and Jim (1990–2000, coproduït amb Ragdoll Productions) - The Saturday Show (1982–84) - The Saturday Starship (1984) - Scratchy & Co. (1995–98, coproduït amb Mentorn) - Stanley's Dragon (1994) - Starting Out (1973–92) - Star Fleet (1982) - Tales from Fat Tulip's Garden (1985–87) - Tales from the Poop Deck (1992, coproduït amb Talkback Productions) - Thomas the Tank Engine and Friends (1984–1986, coproduït amb Clearwater Features i Britt Allcroft Ltd) - Tiswas (1982) - Tots TV (1993–98, coproduït amb Ragdoll Productions) - Wail of the Banshee (1992) - What-a-Mess! (1990) - What's Happening? (1982–85) - Windfalls (1989, coproduït amb FilmFair) - The Winjin Pom (1991) - Wolves, Witches and Giants (1995–98) - Woof! (1989–97) - Your Mother Wouldn't Like It (1985–88) |

### Drama
| - A Kind of Alaska (1984) - Annika (1984) - Auf Wiedersehen, Pet (1983–86, coproduïda amb Witzend) - The Blackheath Poisonings (1992) - Boon (1986–92; 1995) - The Bretts (1987–89) - Cadfael (1994–98) - Chancer (1990–91) - Coming of Age (1986) - Connie (1985) - Crossroads (1964–88 & 2001–03) - Dangerous Lady (1995) - Drumbeat (1999) - Edens Lost (1989) - Faith (1994) - Family Pride (1991–92) - The Free Frenchman (1989) - The Grasscutter (1989) - The Guilty (1992) - Hard Cases (1988–89) - Heart of the High Country (1985) - Home Front (1983) - Inspector Morse (1987–2000, coproduïda amb Zenith) - Intimate Contact (1987) - The Jump (1998) - Kavanagh QC (1995–2001) - Kennedy (1983) | - The Last Place on Earth (1985) - Minder (1993–94) - Muck and Brass (1982) - Peak Practice (1993–2002) - Picking Up the Pieces (1998) - On the Line (1982) - The One Game (1988) - The Other Side of Paradise (1992, coproduïda amb Grundy) - Sapphire & Steel (1979–82 also produced by ATV) - Saracen (1989) - Seekers (1993) - Sharpe (1993–97) - Soldier Soldier (1991–97) - Stanley and the Women (1991) - Tanamera – Lion of Singapore (1989, coproduïda amb Grundy) - Tales of Sherwood Forest (1989) - Tales out of School (1983) - TECX (1990) - Thief Takers (1995–97) - The Shell Seekers (1989) - The Waiting Time (1999) - The Country Diary of an Edwardian Lady (1984) - The Widowmaker (1990) - The Woman in Black (1989) - When the Whales Came (1989, coproduïda amb Golden Swan) - Unnatural Causes (1986) - Yestersday's Dreams (1987) |

### Comèdia
| - A Kind of Living (1988–90) - About Face (1989–91) - All Cricket and Wellies (1986) - All In the Game (1993) - And There's More (1985–88) - Astronauts (1980–83, també produït per ATV) - Barbara (1999–2003) - Bushell on the Box (1996) - The Cabbage Patch (1983) - Cool Head (1991) - Comedy Firsts (1995) - Constant Hot Water (1986) - Cue Gary (1987) - Cuffy (1983) - Des O'Connor Tonight (1993–99) - Dead Ernest (1982) - Eh Brian! It's a Whopper (1984) - Father Charlie (1982) - Freddie Starr (1993–98) - Gas Street (1988) - Girls on Top (1985–86) - Gone to the Dogs/Gone to Seed (1991–92) - Good Night And God Bless (1983) - Hardwicke House (1987) - I Thought You'd Gone (1984) - The Joe Longthorne Show (1988–91) - Just a Gigolo (1993) - Les Girls (1988) - Married for Life (1996) - Mike Reids, Mates and Music (1984) | - Mr. Bean (1993–95) - Mog (1985–86) - New Faces (1986–88) - The Nineteenth Hole (1989) - Old Boy Network (1992) - The Other 'Arf (1982–84, també produït per ATV) - Outside Edge (1994–96) - O.T.T. (1982) - Paul Merton in Galton and Simpson's... (1996–97) - Paul Squire, Esq/PS It's Paul Squire (1983) - Pull the Other One (1984) - Roll Over Beethoven (1985) - Saturday Stayback (1983) - Saturday Royal (1983) - Spitting Image (1984–96) - Starburst (1980–83, també produït per ATV) - Shine on Harvey Moon (1982–85, coproduïda amb Witzend) - Tom Jones: The Right Time (1992) - Troubles and Strife (1985–86) - Valentine Park (1987–88) - Very Big Very Soon (1991) - The Upper Hand (1990–1996) - Young at Heart (1982 també produït per ATV) - Young, Gifted and Broke (1989) - Wayne Dobson- A Kind of Magic (1990–92) |

### Documentals i informatius
| - 24 Hours (1996–99) - 30 Minutes (1999–2004) - The Album Show (1993–94) - Ancient Lives (1984, for Channel 4) - Apollo 13 to the Edge and the Back (1993, coproduïda amb WGBH-TV) - Asian Eye (1993–2001) - Burp! Pepsi v. Coke in the Ice-Cold War (1984) - Central Lobby (1983–2006) (2015–) - Central News (1982–) - Central Sport - Central Week (1986) - Central Weekend (1986–2001) - The Cook Report (1987–99) - Chicken Ranch (1982) - Death of a Nation: The Timor Conspiracy (1994) - Eastern Mix (1996–2001) - Encounter (1983–93) - Eco (1984–87) - England Their England (1978–88) - Find a Family (1989–91) - First Cut (1994–2004) - Gardening Time (1983–95) - Getting On (1982–87) - God, the Universe and Everything Else (1988) - Heart of the Country (1989–2006) - Here and Now (1986–89) - Home Town (1988–90) - It's Your Shout (1994–2003) | - Jesus 2000 (2000) - Legacy of Civilization (1989) - Link (1982–99) - Look Good, Feel Great (1987) - Loved Ones (1994) - Network First (1994–97, Contribucions) - Not Fade Away (1996–98) - N'Division (1982) - The Nuclear Age (1988) - On the Ball (1998–2004) - Our House (1996–2004) - Premiere (1996–98) - The Price of Progress (1987) - Pulling Power (1997–2005) - Respect (1995) - Seeds of Despair (1984) - Seeds of Hope (1985–86) - Sob Siters (1989) - Sky High (2001–07) - Travel Trails (1993–1995) - The Night the Bombs went off (1999) - The Struggle for Democracy (1990, coproduïda amb Canadian Broadcasting Corporation) - The Tuesday Special (1991–97) - The Other Americas (1992, coproduïda amb WGBH-TV) - Viewpoint (1986–93) - Vietnam (1983, coproduïda amb WGBH-TV) - Workout (1986) - Xpress (1995) |

### Jocs i concursos
| - $64,000 Question (1990–93) - Anything for Money (1991–92, per Sky 1) - Blockbusters (1983–93; 1994–95 per Sky 1) - Bob's Your Uncle (1991–92) - Body Heat (1994–96) - Bullseye (1981–95, primeres temporades produïdes per ATV) - Celebrity Squares (1975–79, produced by ATV, 1993–97, coproduïda amb Grundy) - Dale's Supermarket Sweep (1993–2001, coproduïda amb Talbot Television, Fremantle Productions (UK)) | - Family Fortunes (1980–85; 1987–2002, primer produït per ATV) - The Golden Shot (1967–75, produïda per ATV) - Home Run (1990s) - Lingo (1987–88) - Mida's Touch (1995–96, coproduïda amb Grundy) - The Price is Right (1984–88, Sky 1 versió 1989) - Sporting Triangles (1987–90) - Steal (1990) - Swot or Wot? (1994–95) |